# Мамедли, Нихат Захид оглы
Нихат Захид оглы Мамедли (азерб. Nihat Zahid oğlu Məmmədli; род. 25 июля 2002, Бабы, Физулинский район) — азербайджанский борец греко-римского стиля, член национальной сборной Азербайджана, чемпион мира и двукратный чемпион Европы (2024, 2025), бронзовый призёр чемпионата Европы 2023 года, чемпион Европы 2022 года среди борцов до 23 лет, серебряный призёр чемпионата мира 2022 года среди борцов до 23 лет.

## Биография
В июне 2019 года Мамедли выиграл чемпионат Европы среди юношей. В июле этого же года стал бронзовым призёром летнего Европейского юношеского Олимпийского фестиваля в Баку и чемпионом мира среди юношей.
В 2021 году Нихат Мамедли занял трете место на чемпионате Европы среди юниоров в Германии и на чемпионате мира среди юниоров в России. В сентябре этого же года взял бронзу на I Играх стран СНГ в Казани.
В марте 2022 года стал чемпионом Европы среди борцов до 23 лет в Болгарии. В июне этого же года стал бронзовым призёром турнира памяти Маттео Пелликоне и чемпионата Европы 2022 года среди борцов до 20 лет в Италии. В августе 2022 года вновь выиграл бронзу на чемпионате мира среди борцов до 20 лет в Болгарии. В октябре этого же года стал серебряным призёром чемпионата мира среди борцов до 23 лет в Испании.
В апреле 2023 года выиграл бронзовую медаль чемпионата Европы в Загребе, одолев в схватке за третье место чемпиона Европы 2020 года Геворга Гарибяна из Армении.
На чемпионате Европы по борьбе 2024 занял первое место.
В апреле 2025 года на чемпионате Европы в Братиславе в весовой категории до 60 кг завоевал золотую медаль. В финальной схватке одолел соперника из Сербии Георгия Тибилова.